# Julius Pieper
Julius Pieper (* 18. Februar 1882 in Meiderich; † 11. Februar 1959 in Neustadt an der Weinstraße) war ein deutscher Unternehmer und Politiker (CDU).

## Leben
Pieper besuchte die Volksschule und machte eine Maschinenbaulehre. Seinen Militärdienst leistete er bei der Marine ab, wo er als Obermaat ausschied. 1903–1905 war er in Hüttenwerken beschäftigt, bevor er 1905–1908 ein Studium des Maschinen- und Kesselbaus am Technikum in Bingen anschloss. 1907 legte er die Meister- und Ingenieurprüfung ab und war 1908–1909 Ingenieur in Duisburg. 1909–1912 arbeitete er als Ingenieur in Mannheim. 1912 und 1916 kaufte er zwei Werke in Ludwigshafen bzw. Neustadt und leitete diese Betriebe bis etwa 1945. 1945 bis 1947 war er Präsidialdirektor beim Oberregierungspräsidium Hessen-Pfalz und 1947–1949 als Provinzialdirektor bei der Provinzialregierung Pfalz.

## Politik
Nach 1933 war er Mitglied der NSV. 1945 wurde er kurzzeitig zum Landrat des Kreises Neustadt ernannt. Am 11. Dezember 1945 lautete der Spruch der ZSK Neustadt: Belassung im Dienst.
Nach 1945 war er Mitglied des Stadtrats Neustadt. Vom 19. Januar 1949 (als Nachrücker für Ruth Fuehrer) bis zum 10. Juli 1950 war er Mitglied des Landtags Rheinland-Pfalz. Im Landtag gehörte er dem Grenzlandausschuss, Haushalts- und Finanzausschuss und dem Wirtschafts- und Verkehrsausschuss an.